# Rudy Mawer
Rudy Mawer es un empresario estadounidense e inversor en serie. También es director general de varias marcas, incluido un grupo de capital de marketing con el tiburón original del programa de televisión "Shark Tank", Kevin Harrington, donde ha ayudado a más de 50.000 pequeñas empresas de todo el mundo. Rudy ha sido entrevistado y presentado en LA News, ABC News, Forbes, Inc. (revista), Business Insider, Entrepreneur, Huffington Post, NASDAQ, etc.

## Educación
Rudy se licenció en Ciencias del Ejercicio y Nutrición en la Universidad de Notts y realizó un máster en Ciencias del Ejercicio y Nutrición en la Universidad de Tampa.

## Carrera
Rudy comenzó su carrera a través de su propio programa de entrenamiento online de gran éxito de ventas. Sin ningún tipo de formación, empezó a utilizar Facebook Ads para el marketing, lo que convirtió su negocio de fitness rápidamente en un negocio de 7 cifras. Durante los últimos 2 años, su principal objetivo ha sido operar grandes marcas de comercio electrónico de Estados Unidos que sus dos socios Tai López y Alex Mehr adquirieron con su grupo de inversión Retail Ecommerce Ventures. Estas marcas incluyen antiguas empresas de mil millones de dólares como Pier 1 Imports, DressBarn, Stein Mart, Modell's Sporting Goods, Franklin Mint, etc.
Rudy construyó su primer negocio multimillonario a los 26 años con anuncios de Facebook, y desde entonces pasó a convertirse en uno de los principales expertos del mundo en anuncios, embudos y estrategia de marketing, hablando más de 200 veces en el escenario sobre cómo escalar las marcas en línea. Construyó varios negocios multimillonarios antes de los 30 años. Ha dirigido equipos de más de 300 empleados/personal para marcas de 9 cifras. También construyó una de las mayores agencias de marketing de respuesta directa del mundo con clientes famosos, incluyendo medallistas de oro olímpicos, luchadores de la WWE, campeones de la NFL Superbowl y figuras icónicas como Mike Tyson, que ha generado más de 1/4 de billón de dólares en ingresos para sus clientes hasta la fecha. También fundó la marca Mawer Capital para trabajar con emprendedores y marcas.
En 2021, su marca se situó en el puesto 32 de las empresas de más rápido crecimiento en Tampa.